# Henri Decoin
Pour les articles homonymes, voir Decoin.
Henri Decoin est un écrivain, scénariste et réalisateur français, né le 18 mars 1890 à Paris 4e et mort le 4 juillet 1969 à Neuilly-sur-Seine.
Dans sa jeunesse, il a été un nageur sportif et joueur de water-polo réputé, de niveau national et international.

## Biographie

### Origines
Joseph Henri Decoin naît le 18 mars 1890 au 7 rue du Pont-Louis-Philippe dans le 4e arrondissement de Paris,, de Joseph Decoin et Zoé Vrin.

### Jeunesse sportive et guerre mondiale

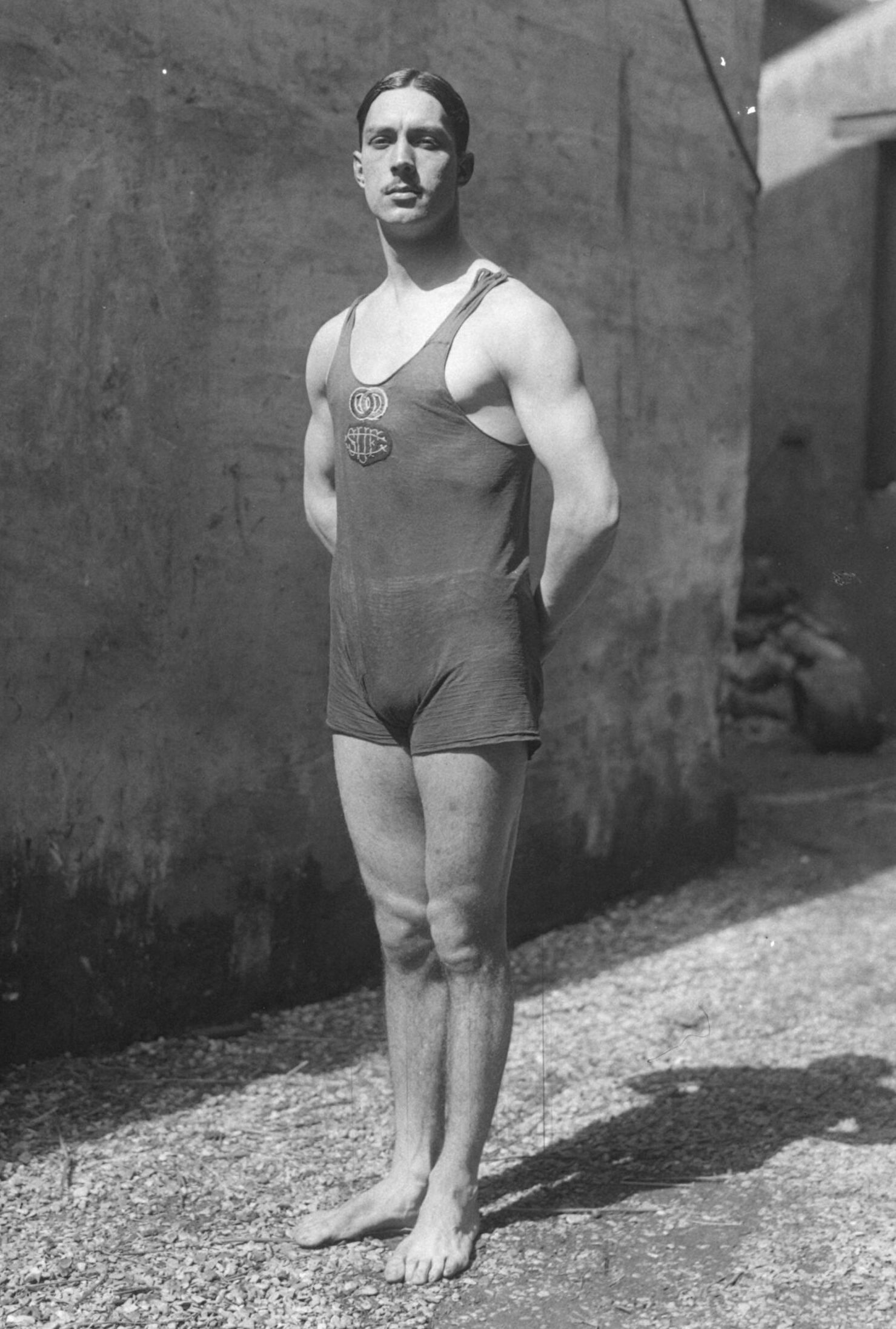
Henri Decoin, nageur en 1913.

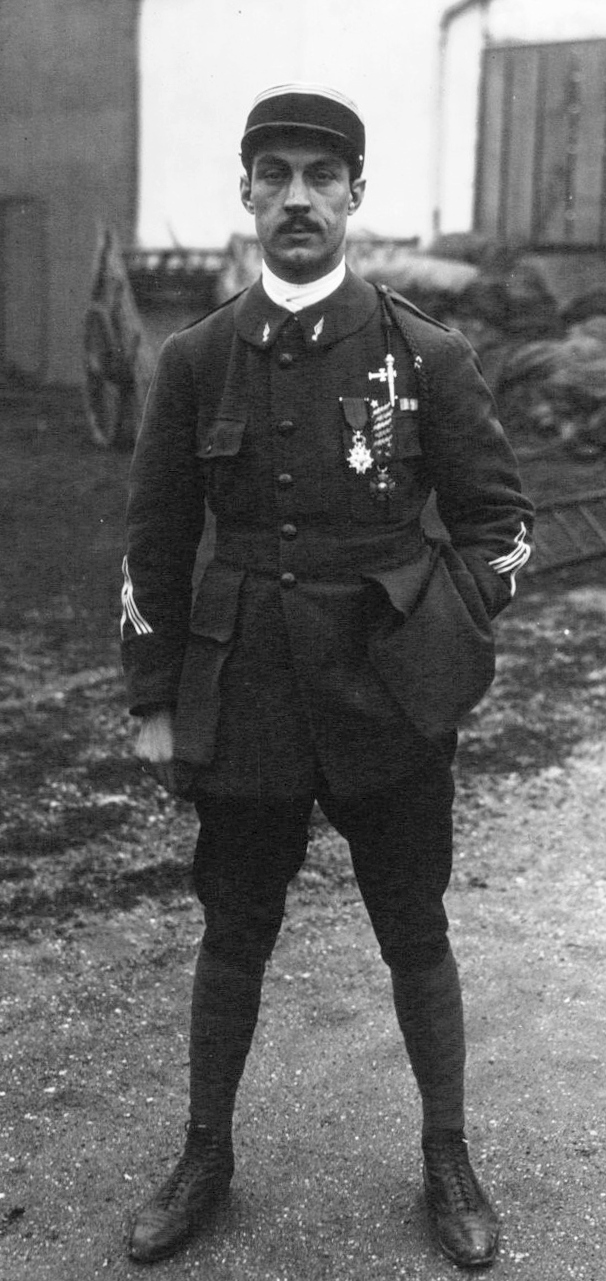
Henri Decoin, lieutenant en 1919.

Henri Decoin s'illustre d'abord dans la compétition sportive en natation et en water-polo. Il est notamment champion de France du 500 m nage libre en 1911 avec le Sporting Club universitaire de France (SCUF). Il abandonne à mi-parcours de sa série du 400 m nage libre des Jeux olympiques de 1908. Il participe au tournoi de water-polo aux Jeux olympiques de 1912 avec l'équipe de France. Il devient champion de France du 400 mètres nage libre le 23 juin 1912 lors du championnat de France de l'USFSA à Juvisy-sur-Orge. Il se classe deuxième de l'édition 1912 de la Coupe de Noël, course annuelle traversant la Seine au pont Alexandre-III de Paris.
Officier de cavalerie, de zouaves, puis d'aviation pendant la Première Guerre mondiale, il se conduit brillamment, obtenant six citations et la Légion d'honneur à titre militaire, et achève la guerre comme chef d'escadrille. Le 27 avril 1915, il est blessé par une balle à l'épaule gauche à Lizerne et, le 28 juin 1916, il est blessé par un éclat d'obus au pied droit à Esnes-en-Argonne.
Il termine deuxième du tournoi de water-polo avec l'équipe de France lors des Jeux interalliés de 1919.

### Amorce d'une carrière de journaliste sportif et d'écrivain
Ensuite, amorçant un virage vers l'écriture, Henri Decoin se reconvertit comme journaliste sportif pour L'Auto, L'Intransigeant et Paris-Soir. Il succède également à Léon Sée, en 1919, à la direction de la revue La Boxe et les Boxeurs et à Théodore Vienne à la tête de la salle de boxe, le  Wonderland, en février 1920. Il prend également en charge le « Select Boxing Club » à cette date. En 1926, il publie Quinze Rounds, le récit d'un match de boxe vu par un boxeur, ce qui le fait remarquer comme une figure du dadaïsme français.

### Carrière de cinéaste
Henri Decoin enchaîne en écrivant pour le théâtre, puis pour le cinéma et devient assistant réalisateur en 1929, sans arrêter d'écrire des scénarios comme Un soir de rafle, de Carmine Gallone, en 1931. Enfin, en 1933, il réalise son premier long métrage, Toboggan. Très vite, il dirige Danielle Darrieux, qu'il épouse en 1935, et l'accompagne à Hollywood, en 1938, lorsqu'elle signe un contrat avec Universal Pictures. Il a l'occasion d'observer comment Hollywood travaille et revient en France en ayant assimilé ces techniques qu'il applique dans Retour à l'aube. Il alterne tous les genres, adaptations de Simenon : Les Inconnus dans la maison, La Vérité sur Bébé Donge ; films historiques : L'Affaire des poisons, Le Masque de fer ; d'espionnage : La Chatte ; policiers : Razzia sur la chnouf, Le Feu aux poudres ; drames psychologiques : Les amoureux sont seuls au monde.

### Vie privée
Henri Decoin se marie en 1915 avec Hélène Raye.
De 1927 à 1934, il est l'époux en deuxièmes noces de la comédienne et impresario Blanche Montel dont il a un fils, Jacques Decoin (1928-1998).
De 1935 à 1941, il est l'époux de Danielle Darrieux.
Il se marie en quatrièmes noces avec Juliette Charpenay (1913-2004) dont il a un fils, l'écrivain et scénariste Didier Decoin (né en 1945, futur lauréat du prix Goncourt et président de l'académie Goncourt), puis une fille, Rose-Christine Decoin (née en 1947).

### Mort
Henri Decoin meurt le 4 juillet 1969 à Neuilly-sur-Seine dans la clinique Sainte-Isabelle, de complications consécutives à une opération. 
Il est inhumé au cimetière de Chaufour-lès-Bonnières, dans les Yvelines.

## Filmographie

### Années 1930
- 1931 : À bas les hommes (court métrage)
- 1933 : Les Requins du pétrole
- 1933 : Toboggan
- 1933 : Les Bleus du ciel
- 1935 : J'aime toutes les femmes avec Danielle Darrieux
- 1935 : Le Domino vert avec Danielle Darrieux
- 1937 : Abus de confiance avec Danielle Darrieux
- 1937 : Mademoiselle ma mère avec Danielle Darrieux
- 1938 : Retour à l'aube avec Danielle Darrieux

### Années 1940
- 1940 : Battement de cœur avec Danielle Darrieux
- 1941 : Premier Rendez-vous avec Danielle Darrieux
- 1942 : Les Inconnus dans la maison avec Raimu et Marcel Mouloudji
- 1942 : Mariage d'amour
- 1942 : Le Bienfaiteur avec Raimu
- 1943 : L'Homme de Londres avec Jules Berry
- 1943 : Je suis avec toi avec Pierre Fresnay et Yvonne Printemps
- 1946 : Fille du diable avec Pierre Fresnay
- 1947 : Le Café du Cadran (co-réalisé avec Jean Gehret) avec Bernard Blier et Blanchette Brunoy
- 1947 : Non coupable avec Michel Simon et Jany Holt
- 1947 : Les Amants du pont Saint-Jean avec Michel Simon et Gaby Morlay
- 1947 : Les amoureux sont seuls au monde avec Louis Jouvet et Dany Robin
- 1948 : Entre onze heures et minuit (crédité au générique comme Henry Decoin) avec Louis Jouvet
- 1949 : Au grand balcon

### Années 1950
- 1950 : Trois Télégrammes
- 1951 : Avalanche de Raymond Segard (uniquement les dialogues)
- 1951 : Clara de Montargis
- 1951 : Le Désir et l'Amour
- 1952 : La Vérité sur Bébé Donge avec Danielle Darrieux
- 1953 : Secrets d'alcôve (segment)
- 1953 : Les Amants de Tolède (en collaboration avec Fernando Palacios
- 1953 : Dortoir des grandes
- 1954 : Bonnes à tuer avec Danielle Darrieux
- 1954 : Les Intrigantes
- 1955 : Razzia sur la chnouf
- 1955 : L'Affaire des poisons avec Danielle Darrieux
- 1957 : Folies-Bergère
- 1957 : Le Feu aux poudres
- 1957 : Tous peuvent me tuer
- 1957 : Charmants Garçons
- 1958 : La Chatte
- 1959 : Nathalie, agent secret
- 1959 : Pourquoi viens-tu si tard ?

### Années 1960
- 1960 : La Chatte sort ses griffes
- 1961 : Tendre et Violente Élisabeth
- 1961 : La Française et l'Amour (segment)
- 1961 : Le Pavé de Paris
- 1962 : Le Masque de fer
- 1962 : Maléfices
- 1963 : Casablanca, nid d'espions
- 1963 : Les Parias de la gloire
- 1964 : Nick Carter va tout casser

## Auteur dramatique
- 1932 : Hector, à l'Apollo[10],[11],[12]
- 1937 : Jeux dangereux, mise en scène Alfred Pasquali, théâtre de la Madeleine
- 1936 : Normandie, mise en scène Alfred Pasquali, théâtre des Bouffes-Parisiens
- 1952 : Oublions le passé

## Distinctions
- Chevalier de la Légion d'honneur (12 juillet 1917)
- Officier de la Légion d'honneur (24 décembre 1936)[13]
- Croix de guerre 1914-1918, palme de bronze